# Lukas Klingler
Lukas Klingler (* 1986 in Tirol) ist ein österreichischer Posaunist. Er spielt seit 2008 im Orchester der Niedersächsischen Staatsoper Hannover Soloposaune.

## Leben
Mit 10 Jahren begann Lukas Klingler an der Musikschule Hall Posaune zu spielen. Von 2000 bis 2002 nahm er Privatunterricht bei Otto Hornek. Von 2002 bis 2008 absolvierte er das Konzertstudium an der Universität Mozarteum Salzburg bei Professor Dany Bonvin (Soloposaunist der Münchner Philharmoniker).
Aktuell ist er Mitglied bei der Brass Connection Tirol und dem Austrian Trombone Quartett. Klingler ist Gewinner mehrerer Stipendien, so etwa der Orchesterakademie der Münchner Philharmoniker und der Herbert-von-Karajan-Akademie der Berliner Philharmoniker.

## Wettbewerbe
- Mehrmaliger Landes- und Bundessieger beim Wettbewerb Prima la musica.[3]
- Preisträger beim Internationalen Blechbläserwettbewerb in Passau.[4]

## Musikalische Tätigkeit
- 2003–2006: Soloposaunist in der Jungen Österreichischen Philharmonie.
- 2003–2005: Soloposaunist in Orchester der Internationalen Orchesterakademie in Bayreuth.
- 2006–2007 Orchesterakademie der Münchner Philharmoniker
- 2007–2008 Herbert v. Karajan Orchesterakademie der Berliner Philharmoniker
- seit 2008: Staatsoper Hannover.

## Weitere Tätigkeiten
Darüber hinaus spielte oder spielt er unter anderem in folgenden Orchestern: Soloposaune bei den Bambergern Symphonikern, den Münchner Philharmonikern (als Stipendiat), den Hamburger Philharmonikern, Staatsoper Hamburg, der Staatskapelle Halle, dem Radio-Sinfonieorchester Wien sowie wie dem Landestheater Innsbruck und Salzburg.